# Let the Peoples Sing
Let the Peoples Sing (LTPS) ist ein internationaler Chorwettbewerb, der von der European Broadcasting Union (EBU) ausgetragen wird. Er gehört zu den renommiertesten Preisen, die ein Laienchor in Europa erlangen kann. Begründet wurde der Wettbewerb 1961 von der BBC, damals nur als nationaler Wettbewerb. Die Vorausscheidungen heute werden von den der EBU angegliederten Rundfunkanstalten durchgeführt.
Im Jahr 2005 war der WDR Ausrichter des Wettbewerbs. Die Endrunde fand am 16. Oktober 2005 statt und wurde live auf WDR 3 übertragen.

## Kategorien
Der Wettbewerb wird in drei Kategorien ausgetragen:
- A: Jugendchöre (15 bis 20 Jahre)
- B: Erwachsenenchöre (ohne Altersbeschränkung)
- C: Kinderchöre (bis 14 Jahre)

Außerdem wird die Silver Rose Bowl an den besten Chor des Wettbewerbs verliehen.

## Geschichte

### 1966–1989
Der Wettbewerb wurde im Jahr 1966 auch für internationale Chöre geöffnet und 17 Jahre von der BBC ausgetragen. 1983 übernahm der Deutschlandfunk (als Teil der ARD) die Ausrichtung in Köln, und im folgenden Jahr war Austragungsort Helsinki in Finnland. Während dieser Jahre sendeten die Rundfunkanstalten Aufnahmen an die Jury. Diese präsentierten dann den besten Chor je Kategorie und einen kategorieübergreifende Chor in einer Rundfunksendung. Eine Ausstrahlung des gesamten Wettbewerbs gab es zu dieser Zeit nicht.

### 1989–2001
Im Jahre 1989 wurde das Konzept geändert und der Wettbewerb nur noch jedes zweite Jahr ausgetragen. Im April wählte die internationale Jury die besten Chöre für das Finale aus, welches dann im Oktober stattfand. Die Vorauswahl der Jury bestand nur aus dem Studium von Rundfunkaufnahmen. Das Finale wurde dann aber über Satellit ausgetragen. Die teilnehmenden Chöre sangen in ihrem Heimatland, und die Jury befand sich in der austragenden Rundfunkanstalt. Dies alles wurde live in alle beteiligten Anstalten übertragen.

### Seit 2001
2001 wurde der Wettbewerb nochmals umgeändert. Die Endrundenteilnehmer werden seitdem zu einem Konzert in die ausführende Rundfunkanstalt eingeladen. Der Wettbewerb ist so mehr oder weniger zu einem Festival mit vielen weiteren Konzerten und einem Rahmenprogramm geworden. Dies hat die Organisation ungleich schwieriger gemacht. Seitdem die EBU kein Geld mehr in den Wettbewerb investieren kann, müssen die Chöre ihre Ausgaben selbst tragen. Außerdem gibt es keine Preisgelder mehr zu gewinnen.

## Preisträger (Auswahl)

### Aus Deutschland
- Monteverdi-Chor Hamburg, Leitung Jürgen Jürgens, (1976 1. Gemischter Chor, 1982 1. Großer Chor, 1986 1. Großer Chor und 1. Männerchor)
- Trierer Domchor (1980)
- Freiburger Vokalensemble, Leitung Wolfgang Schäfer (1981)
- Württembergischer Kammerchor, Leitung Dieter Kurz (1982)
- Kammerchor Frankfurt, seit 1991: Anton-Webern-Chor Freiburg, Leitung Hans Michael Beuerle  (1984)
- Der Junge Chor Aachen
- Konzertchor Darmstadt (1988, 1990)
- Kodály-Chor Hamburg (1989)
- Renner Ensemble Regensburg, Leitung Bernd Englbrecht (1991)
- Jugendkammerchor Ingolstadt, Leitung Eva-Maria Atzerodt (1993)
- Junges Vokalensemble Hannover, Leitung Klaus-Jürgen Etzold (2007)
- Madrigalchor der Hochschule für Musik und Theater München, Leitung Martin Steidler (2015)

### Aus Österreich
- Concentus vocalis (1987)
- Chorus sine nomine (2001)
- Wiener Kammerchor, Leitung: Michael Grohotolsky (2009)